# Andrew Shim
Andrew Shim (Miami, 18 de agosto de 1983) é um ator americano. Participou dos filmes de Shane Meadows, especialmente em This Is England.

## Começo
Apesar de ter nascido nos Estados Unidos, Shim mudou-se para a Inglaterra com sua família aos seis anos de idade. Ele estudou no Nottingham Central Drama aos catorze anos. Sua irmã já fazia parte dessa escola e, embora ele não fosse muito a fim de estudar teatro, começou a estudar apenas por insistência de sua avó. Shim estava prestes a abandonar a escola de teatro, quando foi convocado para uma audição local (organizada por Shane Meadows). Seu primeiro papel foi no filme A Room for Romeo Brass.

## Carreira
Desde sua estréia no filme A Room for Romeo Brass (onde interpretou o próprio Romeo Brass, o protagonista da história), Shim tornou-se grande amigo do diretor Shane Meadows, consequentemente aparecendo nos filmes Once Upon a Time in the Midlands (de 2002), Dead Man's Shoes (de 2004) e This Is England (de 2006). Apareceu também no curta-metragem The Stairwell, um filme que Shane Meadows fez em 2005 para entrar em uma competição da Nokia Shorts.
Adicionalmente, Shim apareceu também em diversos comerciais. Ele interpretou um vendedor no comercial da Act On CO2, e apareceu também em um comercial da Orange Mobile, filmado na Cidade do Cabo, na África do Sul.

## Vida Pessoal
Fora dos palcos, Shim mantém uma paixão por carros esportivos. Tendo trabalhado também em uma companhia de software IT, ele se diz fã "um pouco fã de Arthur Daley", que acabou sendo bastante famoso por comprar e vender veículos usados. Ele afirmou ainda que seu sonho de consumo é uma Lamborghini Murciélago Roadster preta.

## Filmografia
- Screwed (2012) … Jaime
- This Is England '86 (2010) … Milky
- This Is England (2006) … Milky
- The Stairwell (2005) … Man
- Fungus the Bogeyman (2004) … Grot
- Dead Man's Shoes (2004) … Elvis
- Once Upon a Time in the Midlands (2002) … Donut
- A Room for Romeo Brass (1999) … Romeo Brass
- Out of Sight … personagem desconhecido em "Getting Rid of Ingrid" (#1.4); 28 de novembro de 1996, Independent Television